# Младен II Шубич
Младен II Шубич Брибирский (хорв. Mladen II. Šubić Bribirski; ок. 1270 — 1341) — балканский дворянин, бан Хорватии, бан Боснии.
Младен II был старшим сыном «некоронованного короля Хорватии» Павла Шубича, который во время междоусобиц в Венгерском королевстве в начале XIV века стал фактически независимым правителем в Хорватии и Боснии. Точная дата его рождения неизвестна, но предполагается, что он родился примерно в 1270 году.

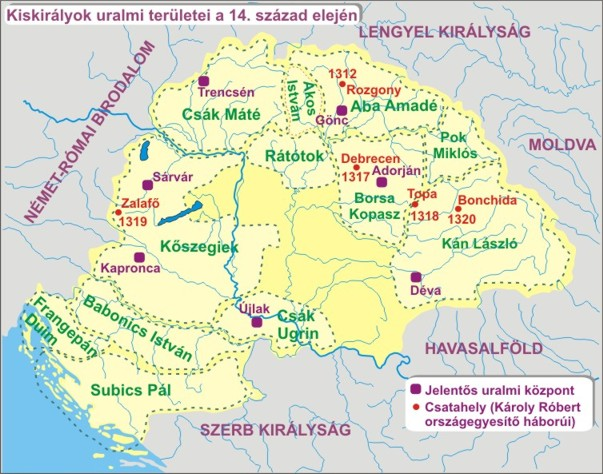
Владения венгерских магнатов в начале XIV века. Домен Павла Шубича — на юго-западе

В молодости Младен управлял родовым гнездом клана Шубичей — Брибирской жупанией. Когда в 1304 году был убит его дядя Младен I, поставленный Павлом Шубичем в качестве бана Боснии, то Павел Шубич объявил себя «господарем всей Боснии» («totius Bosniae dominus») и вторгся в Боснию с войсками чтобы сломить местное сопротивление и восстановить свою власть, после чего назначил баном Боснии Младена II.
В 1312 году Павел Шубич скончался. Карл Роберт продолжал бороться за трон в столице Венгрии, и королевская власть на местах была чисто номинальной, поэтому Младен II просто объявил себя преемником всех титулов, которые имелись у его отца. Однако начались восстания феодалов, старавшихся выйти из-под власти Шубичей. В 1320 году Младен II был вынужден назначить баном Боснии Степана Котроманича — сына свергнутого Павлом Шубичем бана Боснии Степана Котромана.
Однако противостояние власти Шубичей продолжалось. В 1319 году против Младена II восстали города Шибеник и Трогир, признавшие власть Венеции. Не сумев взять укреплённые города, в 1322 году Младен II организовал собрание князей, однако вместо помощи в подавлении восстания собравшиеся высказали свои претензии к его правлению и сформировали антишубичевскую коалицию. Вскоре состоялась битва у Блиски, в которой войско Шубичей было разбито армией коалиции князей под руководством бана Славонии Ивана Бабонича.
Вскоре после битвы в южную Хорватию пришёл с армией король Карл Роберт. Владения Младена II были разделены между его противниками, а он сам арестован и вывезен в Венгрию, где и умер в 1341 году.